# پاین پریری (لوئیزیانا)

پاین پریری

پاین پریری (به انگلیسی: Pine Prairie) شهری در ایالت لوئیزیانا کشور ایالات متحده آمریکا است که جمعیت آن در سرشماری سال ۲۰۱۰ میلادی، ۱٬۶۱۰ نفر بوده‌است.